# Leptospirosi
La leptospirosi (nota anche come febbre da campo, febbre dei sette giorni, febbre autunnale, febbre dei porcai o febbre pretibiale) è una malattia infettiva acuta sistemica di tipo vasculitico, causata da spirochete del genere Leptospira. I sintomi possono variare da lievi come mal di testa, dolori muscolari e febbre a gravi con emorragia dai polmoni o meningite. Se insieme all'infezione compare anche ittero, e insufficienza renale ed emorragia, la condizione prende il nome di malattia di Weil.
Ci sono dieci diversi tipi di leptospira che causano malattie negli esseri umani. Esse sono trasmesse da animali domestici e selvatici, tra cui i più comuni sono i roditori. L'infezione è spesso trasmessa da urina animale o acqua che la contiene e che entra in contatto con abrasioni o tagli sulla pelle, o negli occhi, nella bocca, nel naso o nella vagina. Nei paesi in via di sviluppo la malattia più comunemente si verifica nei contadini e nei poveri che vivono nelle città. Nel mondo sviluppato si riscontra più frequentemente in coloro che svolgono attività all'aria aperta in zone calde e umide del mondo. La diagnosi viene fatta tramite coltura dei batteri da un campione di sangue, con la ricerca del DNA batterico nel sangue o con la ricerca di anticorpi contro l'infezione.
La prevenzione dalla malattia include l'utilizzo di dispositivi di protezione per evitare il contatto quando si lavora con animali potenzialmente infetti e riducendo i roditori nelle zone dove le persone vivono e lavorano. L'antibiotico doxiciclina, se usato nella profilassi dei viaggiatori porta un chiaro beneficio. Il trattamento in caso di infezione è a base di somministrazione di antibiotici come: doxiciclina, penicillina o ceftriaxone. Nel caso che si manifesti la grave malattia di Weil il tasso di mortalità sale da 10% al 50%, anche con il trattamento.
Si stima che tra i 7 e i 10 milioni di persone al mondo contraggano la leptospirosi ogni anno. Il numero di decessi non è chiaro. La malattia è più comune nelle zone tropicali del mondo, ma può verificarsi ovunque. Le epidemie sono più frequenti nelle baraccopoli. La malattia è stata descritta per la prima volta da Weil nel 1886 in Germania. Gli animali che sono infettati possono essere asintomatici o presentare lievi o gravi sintomi ed essi possono variare dal tipo di animale.

## Storia
La leptospirosi era certamente conosciuta in Cina fin dai tempi antichi come malattia professionale dei coltivatori di riso. Si pensa che la leptospirosi sia stata introdotta in Europa occidentale nel XVIII secolo con l'invasione dei ratti dall'Asia.

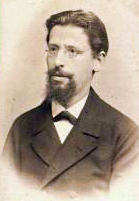
Adolf Weil che descrisse per primo il quadro clinico della forma itterica

Nel 1886 a Heidelberg, Adolf Weil descrisse per primo il quadro clinico della forma itterica, che si presentava improvvisamente con febbre, splenomegalia e ittero. La forma itterica della leptospirosi prese il nome di “sindrome di Weil” o “di Larrey-Weil”. La leptospira è stata osservata la prima volta nel 1907 da un campione di tessuto renale post mortem. Nel 1908, Inada e Ito prima identificano l'organismo causativo e nel 1916 hanno rilevato la sua presenza nei ratti.
La leptospirosi è ritenuta essere la causa di una epidemia tra i nativi americani lungo la costa dell'attuale Massachusetts, verificatasi immediatamente prima dell'arrivo dei colonizzatori nel 1620 e che uccise la maggior parte della popolazione nativa. Altre condizioni che vennero prese in considerazione inclusero la peste, la febbre gialla, il vaiolo, l'influenza, la varicella, il tifo, la febbre tifoide, la trichinellosi, la meningite e l'infezione sindemica tra il virus dell'epatite B con quello dell'epatite D. Durante la campagna d'Egitto, l'esercito di Napoleone soffrì di quella che era probabilmente itterizia infettiva. Tale condizione si verificò anche tra le truppe combattenti nella guerra civile americana.
Nel 1915 l'agente eziologico fu isolato per la prima volta contemporaneamente e indipendentemente da studiosi giapponesi e tedeschi. Ryukichi Inada e Yutaka Ido in Giappone isolarono le leptospire dal tessuto renale di un minatore morto per la cosiddetta “febbre dei sette giorni" (nanukayami) o "febbre autunnale" (akiyami), nomi giapponesi della leptospirosi. I tedeschi Uhlenhuth e Fromme, e Hubener e Reiter trovarono le spirochete nel sangue di porcellini d'India nel quale era stato inoculato sangue infetto di soldati del fronte francese della prima guerra mondiale.
Nel 1917 gli studiosi giapponesi identificarono la fonte dell'infezione e determinarono le modalità della trasmissione (il ruolo del ratto), la patogenesi, il quadro clinico, le metodiche di diagnosi e il trattamento della malattia. L'agente eziologico fu chiamato Spirochaeta icterohaemorrhagiae.
Nel 1918 Hideyo Noguchi propose il nome "leptospira", per la sua forma a sottile spirale.
A causa delle controversie sulla priorità della scoperta e sulla nomenclatura, passò inosservato il fatto che già Stimson nel 1907 avesse dimostrato, con la colorazione con argento, la presenza di gruppi di spirochete nei tubuli renali di un paziente morto per febbre gialla. Stimson le chiamò Spirochaeta interrogans, perché erano a forma di punto di domanda.
Nell'ottobre 2010 il canottiere britannico Andy Holmes è morto dopo aver contratto la leptospirosi. La sua morte ha aumentato la consapevolezza della malattia tra il pubblico e tra i professionisti sanitari.

### Nomenclatura
Alla leptospirosi ci si riferisce con molti nomi diversi, tra cui: "la febbre di 7 giorni", la "febbre del raccolto", la "febbre da campo", la "febbre lieve", la "febbre di Fort Bragg" e "febbre pretibiale".
Storicamente fu anche conosciuta come "ittero nera" e in Giappone come "febbre nanukayami".

## Epidemiologia
La leptospirosi è una zoonosi cosmopolita, benché sia molto più diffusa nelle regioni tropicali (con tassi di sieropositività nelle popolazioni fino all'80%, segno di avvenuta infezione). L'infezione interessa mammiferi domestici o selvatici (ma anche uccelli e rettili) e occasionalmente, ma molto raramente e solo in particolari condizioni, l'uomo, in seguito a contatti accidentali con animali o materiali organici infetti. Sono più spesso colpiti i maschi adulti, soprattutto all'inizio dell'autunno.
Si stima che nel mondo vengano infettate da 7 a 10 milioni di persone ogni anno. I tassi annuali di infezione variano da 0,02 per 100 000 nei climi temperati a tra 10 e i 100 per 100 000 nei climi tropicali. Ciò porta probabilmente a una sottostima dei casi registrati.

## Eziologia

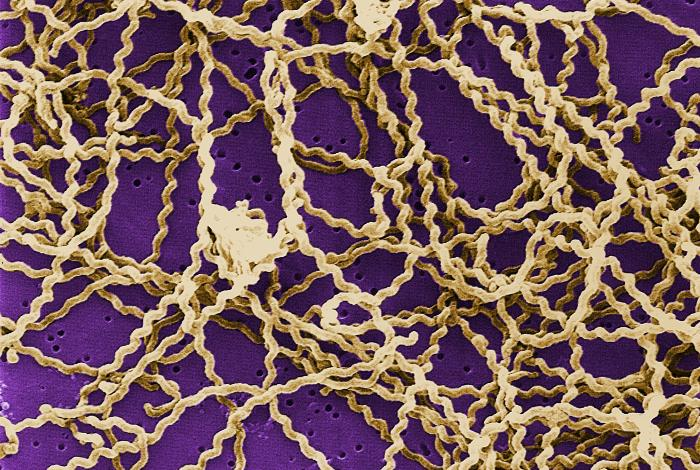
Ingrandimento con il microscopio elettronico di batteri di Leptospira sp. alla risoluzione di 0,1 µm

Le leptospire sono spirochete, batteri sottili e spiraliformi. Appartengono all'ordine dei Spirochaetales e alla famiglia delle Leptospiraceae. Si conoscono più di 200 diversi sierotipi ("serovar") patogeni che prima del 1967 erano considerati specie diverse e ora sono raggruppate sotto la singola specie Leptospira interrogans; di questi il sierotipo più virulento più spesso patogeno è il serovar icterohaemorrhagiae, ma sono comuni anche i sierotipi canicola, hardjo, hebdomadis, grippotyphosa e pomona. Esistono almeno 60 sierotipi di leptospire saprofitiche non patogene che vivono libere nelle acque, raccolte sotto la specie L. biflexa: la loro presenza nelle acque non è pericolosa di per sé, ma è segno di possibile contaminazione da parte delle leptospire patogene.

## Modalità di trasmissione
Il serbatoio più importante delle leptospire è il ratto, benché qualsiasi mammifero possa esserne serbatoio e possa ammalarsi di leptospirosi. Le leptospire, dopo la prima infezione, si localizzano a livello dei tubuli renali dell'ospite e possono essere escreti nell'ambiente con le urine, per anni, anche senza dare segni di malattia, mantenendo un rapporto simbiotico con l'ospite.
L'uomo s'infetta attraverso il contatto con le urine dei mammiferi portatori, principalmente ratti, ma non solo: il Serovar canicola può essere eliminato dai cani, il Serovar hardjo dai bovini domestici, il Serovar pomona dai suini. La trasmissione può avvenire anche per inalazione o attraverso il morso di un animale infetto. La probabilità di infettarsi dipende dalla carica infettante. Tuttavia il solo contatto con l'acqua contaminata da urine infette non può essere sufficiente alla trasmissione dell'infezione, perché le leptospire non possono penetrare la cute sana, ma a volte passano attraverso graffi o ferite.
Il bagno in acque infette è molto pericoloso, se si tratta di acque stagnanti. Contrariamente a quanto si crede, il contagio è pressoché impossibile in laghi, anche di piccole dimensioni, o in bacini marittimi: l'acqua salata infatti elimina ogni possibilità di contagio. Sono a rischio i lavoratori a potenziale contatto con le deiezioni dei ratti, per esempio minatori, raccoglitori di riso o di canna da zucchero, ma anche i veterinari, i cacciatori, gli amanti di sport acquatici estremi e, un tempo, i soldati delle trincee. La trasmissione interumana della leptospirosi è rarissima.

## Patogenesi
Il meccanismo patogenetico è ancora poco chiaro. Pare che le leptospire siano in grado di produrre tossine che potrebbero spiegare i danni agli endoteli. Una volta superata la barriera dei tegumenti, le leptospire raggiungono il torrente ematico e, attraverso questo, ogni organo e tessuto. Le leptospire si moltiplicano nell'endotelio dei piccoli vasi, provocando un danno vasculitico, responsabile di tutte le principali manifestazioni cliniche. Il danno epatico, che si verifica nei casi più gravi, non è infiammatorio ma direttamente epatocellulare. L'ittero è conseguenza dell'edema dei vasi capillari epatici. L'insufficienza renale è conseguenza del danno tubulare di tipo ipossico, tossico diretto o conseguente all'ipovolemia. Il danno polmonare è a carico degli alveoli e dell'interstizio vascolare. Anche il danno muscolare è vasculitico, come i fenomeni emorragici e lo shock. Le manifestazioni della seconda fase della malattia sono conseguenza della reazione immunitaria dell'organismo con vasculiti da deposizione di immuno-complessi antigene-anticorpo.

## Clinica
L'infezione decorre nella maggior parte dei casi in modo del tutto inapparente, tanto che è difficile stimare l'entità della quota di queste infezioni. Le forme cliniche hanno un periodo di incubazione che varia dai 5 ai 14 giorni. Sia la forma subclinica, sia l'anitterica, sia la forma itterica hanno un andamento tipicamente bifasico: la prima fase “setticemica” occupa la prima settimana (3-7 giorni), la seconda fase “immune” dura un mese circa. Al momento della comparsa della sindrome non è possibile prevedere quale forma assumerà la malattia. La distinzione delle due fasi è evidente nelle forme lievi o moderate. Nelle forme itteriche le due fasi si fondono una nell'altra in modo indistinguibile.

### Forma subclinica o pauci-sintomatica
La fase setticemica è caratterizzata da una sindrome simil-influenzale, con febbre, cefalea, dolore addominale, vomito. Durante questa fase si possono isolare le leptospire nel sangue. Alla fine di questo periodo, il paziente si sfebbra.
Dopo uno o due giorni segue la fase immune, caratterizzata dalla scomparsa delle leptospire nel sangue e dalla comparsa degli anticorpi circolanti. Possono aversi una sindrome meningea, rash cutaneo, uveite e raramente coinvolgimento epato-renale. Queste manifestazioni sono correlate alla deposizione nei tessuti di immunocomplessi circolanti.

### Forma anitterica
La fase setticemica della forma anitterica è più impegnativa: si hanno grave malessere e prostrazione, febbre alta e remittente, cefalea, vomito, dolore addominale, mialgie, ipotensione.
Nella fase immune la febbre scompare o permane una febbriciola per pochi giorni. Persiste una cefalea, frontale e retrobulbare, intensa, continua e poco o nulla responsiva agli analgesici. Possono aversi gradi variabili di sindrome meningea fino a una vera e propria meningite asettica (a liquor limpido), infatti, in questa fase, le leptospire scompaiono dal liquido cefalo-rachidano. La sindrome meningea dura pochi giorni e si risolve senza conseguenze. Si hanno manifestazioni oculari, importante iperemia congiuntivale, dolore oculare e fotofobia. Il 10% di questi pazienti può sviluppare un'uveite fino a un anno dopo la guarigione clinica.
La cosiddetta “febbre di Fort Bragg” è provocata dal serovar autumnalis ed è caratterizzata da un esantema eritematoso a localizzazione tipicamente pre-tibiale. Questa sindrome può essere complicata da una colecistite acuta.

### Forma itterica (sindrome di Weil)
È la forma più grave di leptospirosi ed è proporzionale al danno vasculitico. È più frequentemente provocata dal serovar icterohaemorrhagiae, ma può aversi con tutti i sierotipi. È caratterizzata da insufficienza renale ed epatica, diatesi emorragica, grave ipotensione arteriosa, importante alterazione del sensorio e alta mortalità. L'ittero è importante ma non dipende dal danno epatocellulare, che solitamente non è importante quanto quello renale ed è reversibile. Lo scompenso renale si manifesta nella seconda settimana, con una nefrite tubulointerstiziale oligo-anurica, con necrosi tubulare acuta, che però è per lo più reversibile. Le manifestazioni emorragiche da coagulopatia da consumo si manifestano nel 50% circa dei casi e sono collegate all'insufficienza renale. Meno comunemente possono aversi manifestazioni polmonari emorragiche (addensamenti polmonari, alveoliti, emottisi).

## Diagnosi

### Esami bioumorali
La conta leucocitaria è per lo più normale o si può avere modesta neutrofilia. Gli indici infiammatori sono modicamente aumentati. L'esame del liquor delle forme anitteriche mostra pleiocitosi. La forma itterica è caratterizzata da importante iperbilirubunemia, per lo più diretta. Le transaminasi non sono mai troppo elevate, segno di non importante danno epatocellulare. Importanti anemie si verificano in conseguenza dei sanguinamenti delle forme itteriche. L'ipercreatininemia e l'iperazotemia sono segno di insufficienza renale. La piastrinopenia e l'aumento dei tempi di coagulazione sono segno di coagulopatia da consumo. Le creatinchinasi sieriche sono aumentate in proporzione al danno muscolare.

### Esami microbiologici

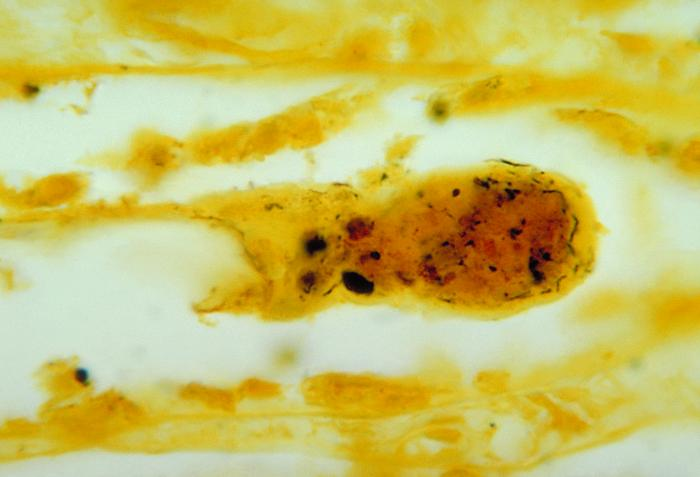
Tessuto renale, analizzato al microscopio, rivela la presenza di leptospire

Le leptospire si possono isolare nei tessuti (principalmente di fegato e reni) e nei fluidi corporei degli individui infetti (urine). Le urine sono il materiale dove possono essere più facilmente isolate, perché vi vengono eliminate fin dai primi giorni della malattia fino alla terza settimana.
Le urine per la diagnosi devono essere prelevate dalla seconda alla terza settimana, e devono essere analizzate immediatamente oppure occorre fare
- diluizione dell'urina al 10% (uno di urina e 10 di soluzione)
- introdurre nell'urina prelevata sostanze che ne riducono il pH acido. A pH acido le leptospire non sopravvivono per più di 30 minuti.
Le leptospire, a differenza delle altre spirochete patogene, possono essere coltivate in terreni di coltura artificiali.

### Esami sierologici
Gli esami sierologici da campioni prelevati nella fase acuta (dopo 1 settimana dall'esordio) e di convalescenza della malattia sono di conferma della diagnosi, nel caso si abbia un aumento del titolo di almeno 4 volte, tra la prima e la seconda determinazione. Viene usato un test di microagglutinazione (microscopic agglutination test - MAT), che usa antigeni di 23 sierotipi di leptospira.

## Prognosi
Il 90% dei pazienti sviluppa forme anitteriche che guariscono completamente. Il 10% sviluppa la forma itterica che ha una mortalità variabile tra 5% e 40%. La morte si verifica più spesso per insufficienza renale, per shock emorragico e più raramente per miocardite.

## Terapia

### Antibiotica

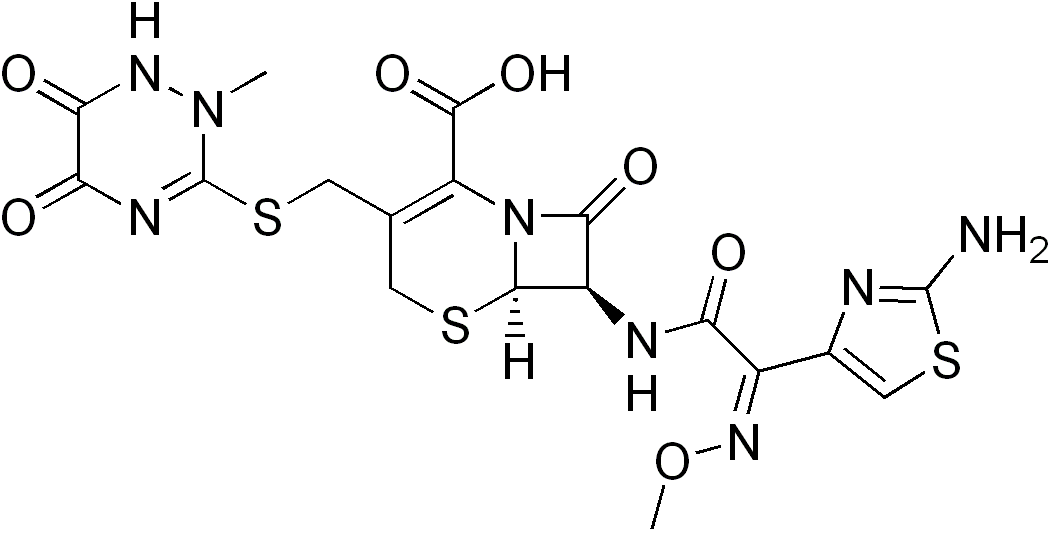
Formula chimica del ceftriaxone, un antibiotico utilizzato nei casi più severi della malattia

Le forme non complicate non richiedono il ricovero in ospedale. Si possono trattare a domicilio con doxiciclina 100 mg/die per os. I pazienti ricoverati si trattano con penicillina G 20-24 milioni di Unità/die e.v. Si possono alternativamente utilizzare anche ampicillina, amoxicillina o doxiciclina, mentre nei casi più gravi ceftriaxone o cefotaxime, benché siano attivi anche macrolidi e clindamicina. La terapia deve avvenire durante i primi giorni di malattia, pena la perdita di efficacia. Nelle fasi tardive, benché sia sempre raccomandata la terapia antibiotica, occorre mantenere un corretto bilancio idroelettrolitico.
Come per la sifilide, nei casi con alta carica di leptospire, la terapia può essere complicata dalla reazione di Jarisch-Herxheimer, conseguente alla lisi delle cellule delle spirochete con rilascio di grandi quantità di antigeni batterici in circolo, che possono scatenare una reazione infiammatoria sistemica immuno-mediata. Per evitare tale reazione la penicillina deve essere somministrata a piccole dosi durante i primi giorni in associazione con prednisone (20–40 mg).

### Terapia di supporto
Può essere necessario un trattamento di tipo cardiologico in caso di insufficienza cardiovascolare. L'emodialisi può essere necessaria in caso di grave insufficienza renale, fino alla ripresa della diuresi spontanea. I fenomeni emorragici possono richiedere trasfusioni di emoderivati.

## Prevenzione
La doxiciclina può essere utilizzata come profilassi una volta alla settimana per prevenire l'infezione nelle zone ad alto rischio. Una derattizzazione efficace ed evitare le fonti d'acqua contaminate da urine sono misure preventive essenziali. Vaccini umani sono disponibili in alcuni paesi, tra cui Cuba e la Cina. Attualmente, nessun vaccino umano è disponibile negli Stati Uniti. I vaccini animali riguardano soltanto alcuni ceppi di batteri. I vaccini per il cane sono efficaci per almeno un anno.

## Negli altri animali
Nei cani quando la leptospirosi è causata da L. interrogans, la condizione può essere indicata come "febbre canicola". La leptospirosi dovrebbe essere fortemente sospettata e inclusa come parte di una diagnosi differenziale se le sclere degli occhi di un cane appaiono itteriche (anche leggermente gialle). Tuttavia, l'assenza di ittero non elimina la possibilità di leptospirosi e la sua presenza potrebbe indicare epatite o altre patologie del fegato, piuttosto che leptospirosi. Vomito, febbre, mancanza di appetito, ridotta produzione di urina, urina insolitamente scura o marrone e letargia, sono inoltre indicatori della malattia.
Nei cani, la penicillina è più comunemente usata per terminare la fase leptospiremica (infezione del sangue), mentre la doxiciclina viene somministrata per eliminare lo stato di portatore.